# John Wentworth Clawson
John Wentworth Clawson (Saint John (New Brunswick), 1881 - 1964) was een Amerikaans wiskundige.
Clawson werd geboren in Canada in St. John, een plaatsje in New Brunswick. Hij studeerde wiskunde aan de Universiteit van New Brunswick waar hij in 1901 zijn bachelorgraad behaalde. In 1905 behaalde hij zijn masters aan de Universiteit van Cambridge.
Van 1907 tot zijn pensioen in 1952 was hij hoogleraar wiskunde en natuurkunde aan het Ursinus College in Collegeville in Pennsylvania. Vanaf 1946 was hij tevens de deken van dit college.
Clawson is de naamgever van het Punt van Clawson, waarvan enige tijd werd aangenomen dat hij de eerste was die erover schreef in 1925 als probleem in The American Mathematical Monthly (nummer 3132). Het probleem werd opgelost in de jaargang 33 een jaar later op pagina 285. Inmiddels is echter duidelijk dat Émile Lemoine het punt al bestudeerde in 1886. Het punt zou echter zijn naam behouden. Clawson publiceerde een boek en diverse artikelen in wetenschappelijke bladen en was lid van de Mathematical Association of America.

## Publicaties
- Geometry of Three Dimensions, uitgeverij Edwards Brothers, Ann Arbor, Michigan, 1938, boek 63 pagina's
- The complete quadrilateral, Annals of Mathematics, volume 20 (1919), pagina 232-261
- More theorems on the complete quadrilateral, Annals of Mathematics, volume 23 (1921), p 40-44
- An inversion of the complete quadrilateral, American Mathematical Monthly, volume 24 (1917), p. 71
- A theorem in the geometry of the triangle, American Mathematical Monthly, volume 26 (1919), p. 63
- Points on the circumcircle, American Mathematical Monthly, volume 32 (1925), p. 169
- A chain of circles associated with the 5-line, American Mathematical Monthly, volume 61 (1954) p. 161
- A chain of circles associated with the n-line, American Mathematical Monthly, volume 63 (1956) p. 306
- An n-line property, American Mathematical Monthly, volume 65 (1958) pagina 32